# Дачний (зупинний пункт, Білорусь)
Дачний (біл. Дачны) — зупинний пункт Гомельського відділення Білоруської залізниці в Гомельському районі Гомельської області. Розташований за 3,7 км на північний захід від селища Коренівка; на лінії Гомель — Кравцовка, між станцією Лисички і станцією Уть.